# Роттальмюнстер
Роттальмюнстер (нім. Rotthalmünster) — громада в Німеччині, знаходиться в землі Баварія. Підпорядковується адміністративному округу Нижня Баварія. Входить до складу району Пассау. Центр об'єднання громад Роттальмюнстер.
Площа — 44,51 км2. Населення становить 4983 ос. (станом на 31 грудня 2020).

## Галерея

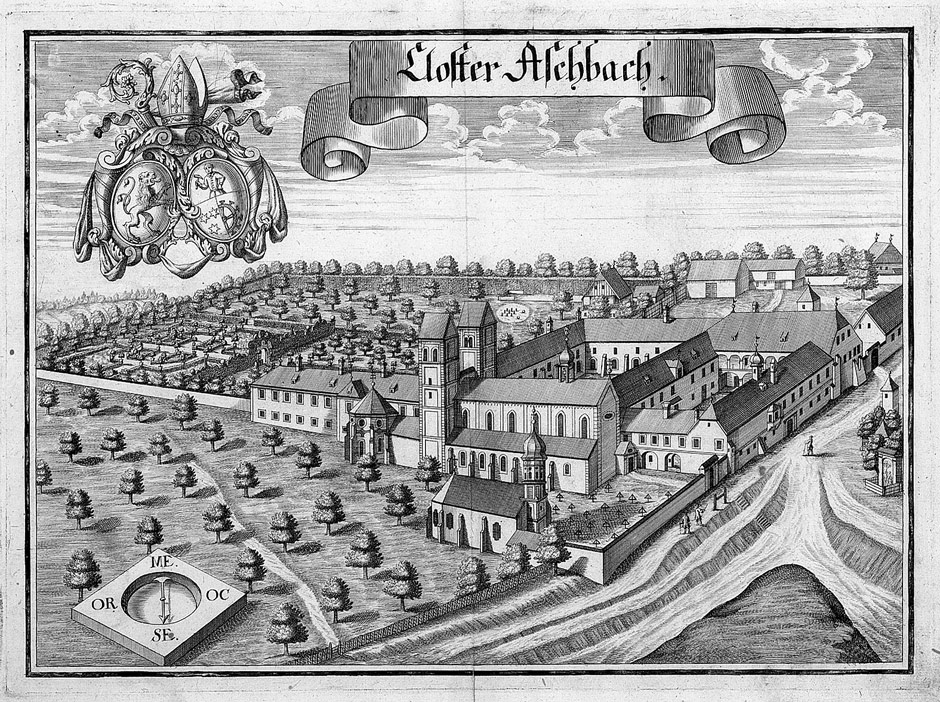
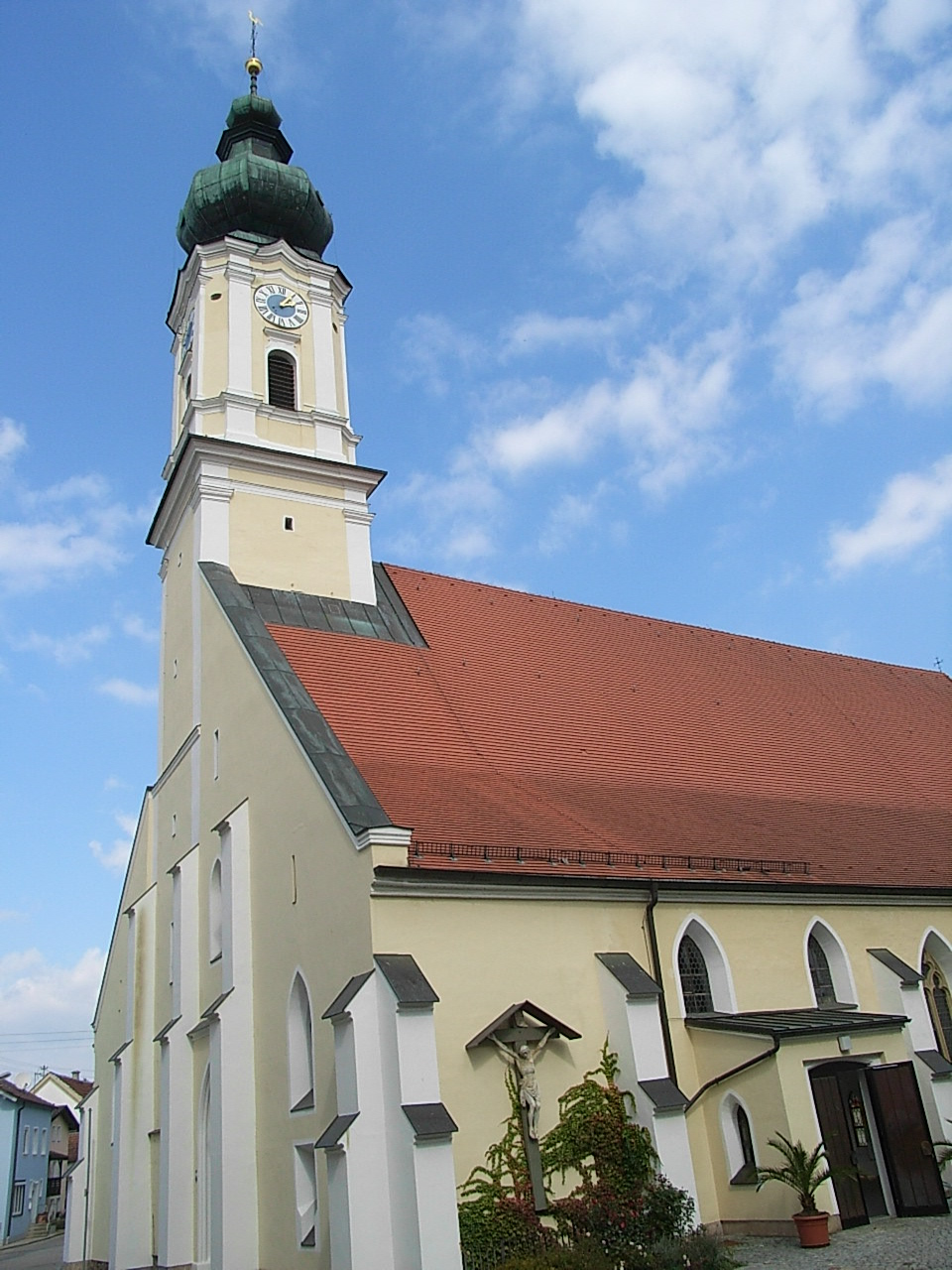